# Mitracarpus haitiensis
Mitracarpus haitiensis là một loài thực vật có hoa trong họ Thiến thảo. Loài này được Urb. mô tả khoa học đầu tiên năm 1913.